# Себиев, Рамзан Вахаевич
Рамза́н Ваха́евич Себи́ев (род. 26 октября 1960, Аргун, Чечено-Ингушская АССР) — чеченский боксёр, двукратный чемпион СССР, двукратный абсолютный чемпион СССР, серебряный призёр чемпионата Европы, бронзовый призёр Кубка мира, победитель Игр доброй воли 1986 года. Мастер спорта СССР международного класса, Заслуженный мастер спорта России. Президент клуба «Первая перчатка».

## Биография
Родился 26 октября 1960 года. Выступал в весовых категориях до и свыше 91 кг. Тренер — Заслуженный тренер РСФСР, мастер спорта СССР Григорий Мартиросович Вартанов. Себиев выступал за команды «Буревестник» и Вооружённые силы (Грозный). Окончил нефтепромысловый факультет Грозненского нефтяного института. Первый тренер — Хусейн Мудаев.
На чемпионате Европы 1987 года в Турине в финале проиграл Арнольду Вандерлиде и завоевал серебряную медаль. На летних Олимпийских играх 1988 года в Сеуле в 1/8 финала проиграл боксёру из Италии Луиджи Гаудиано со счётом 3:2.
В 1989 году Себиев и ещё несколько советских боксёров (Юрий Арбачаков, Александр Мирошниченко, Орзубек Назаров, Вячеслав Яковлев, Вячеслав Яновский) первыми в СССР перешли в профессионалы, подписав контракты с японской компанией «Kyoei». Провёл четыре боя и все выиграл, из них два — нокаутом.
В настоящее время является президентом клуба «Первая перчатка».

## Любительская карьера
- Чемпионат СССР по боксу 1985 года — ;
- Чемпионат СССР по боксу 1986 года — ;
- Чемпионат СССР по боксу 1987 года — ;
- Абсолютный чемпионат СССР по боксу 1985 года — ;
- Абсолютный чемпионат СССР по боксу 1986 года — ;
- Кубок короля Таиланда 1982 года — ;
- Турнир памяти Хиральдо Кордовы Кардина 1984 года — .

## Статистика боёв
| # | Результат | Дата                 | Соперник                 | Место проведения | Раунд | Метод                |
| - | --------- | -------------------- | ------------------------ | ---------------- | ----- | -------------------- |
| 4 | Победа    | 29 октября 1990 года | Уильям Кампудони · США   | Япония, Токио    |       | Нокаут               |
| 3 | Победа    | 23 июня 1990 года    | Хуан Фернандес · Мексика | Япония, Токио    |       | Единогласное решение |
| 2 | Победа    | 12 апреля 1990 года  | Винсент Джонс · США      | Япония, Токио    |       | Единогласное решение |
| 1 | Победа    | 1 февраля 1990 года  | Дэвид Коул · США         | Япония, Токио    |       | Нокаут               |